# Łęg-Osiek
Łęg-Osiek (do końca 2017 roku Łęk-Osiek; niem. Lengden) – wieś w Polsce położona w województwie kujawsko-pomorskim, w powiecie toruńskim, w gminie Obrowo.
W latach 1975–1998 miejscowość administracyjnie należała do województwa toruńskiego. Według danych Urzędu Gminy Obrowo (XII 2015 r.) liczyła 80 mieszkańców. 